# Saxifraga namdoensis
Saxifraga namdoensis är en stenbräckeväxtart som beskrevs av H. Sm.. Saxifraga namdoensis ingår i Bräckesläktet som ingår i familjen stenbräckeväxter. Inga underarter finns listade i Catalogue of Life.